# چن هائو
چن هائو (چینی: 陈好 پین‌یین: Chén Hǎo) (زادهٔ ۹ دسامبر ۱۹۷۹ در چینگ‌دائو، چین) هنرپیشهٔ سینما و تلویزیون، مانکن و خواننده چینی است.

## فیلم‌شناسی

### سریال‌های تلویزیونی
- دونخوان بزرگ در نقش شاهزاده‌خانم فی‌تین
- نیمی خدایی و نیمی شیطانی (۲۰۰۳) در نقش آ زی
- من عاشق همسر وحشیم هستم در نقش دو یوئه خونگ
- خوش‌شانس‌ترین مرد در نقش رو ئی
- داستان انتخاب همسران سلطنتی
- بانوان صورتی در نقش ون رن می
- دا وان
- لو بو وی قهرمان دوران آشوب

### فیلم‌ها
- تاسیس جمهوری
- بوسه گرگ
- مرا ستایش کن
- او که باد را دنبال می‌کند
- درخت پول
- زیبای کلاهبردار